# Yung Lean
Джонатан Арон Линдоер Хостад (швед. Jonatan Aron Leandoer Håstad; род. 18 июля 1996, Минск, Беларусь), более известный под псевдонимом Yung Lean (рус. Янг Лин) — шведский рэп-исполнитель. Yung Lean выпустил свой первый микстейп в 2013 году (под названием Unknown Death 2002) и несколько синглов на YouTube.
Lean выпустил свой дебютный полноформатный альбом Unknown Memory в конце лета 2014 года в ходе двухмесячного американского тура.

## Биография

### Ранние годы
Родился в Республике Беларусь; провёл первые три года своей жизни в Минске, затем его семья переехала в Стокгольм, в район Сёдермальм. Хостад познакомился с Yung Sherman и Yung Gud в местном парке Стокгольма, чуть позже выяснилось, что им нравится одна и та же музыка. Вместе они сформировали коллектив Hasch Boys, в котором состояли: Yung Lean, Yung Sherman и Yung Gud, и Rose Revive, которые позже стали частью Gravity Boys и Shield Gang.
Участники коллектива (кроме Lean, Sherman, Gud) начали терять интерес к Hasch Boys. Как результат этого, Yung Lean, Yung Sherman и Yung Gud сколачивают Shemene Boys. К 2012 году Yung Gud и Yung Sherman начинают заниматься написанием музыки, в то время как Lean активно пишет тексты для песен, записывает их и загружает большинство из них в свой профиль на SoundCloud.

### 2013 — настоящее время
Yung Lean начал привлекать внимание общества в 2013 году, когда его клип на трек «Ginseng Strip 2002» стал вирусным на YouTube. В этом же году он сделал свои первые официальные релизы: Unknown Death 2002 и мини-альбом под названием Lavender, в котором находился уже известный трек «Ginseng Strip 2002», наряду с другими треками такими как: «Oreomilkshake» и «Greygoose», которые Lean решил не включать в свой полноформатный альбом Unknown Death 2002. Трек «Ginseng Strip 2002» занял 44 место в «Топ 50 песен 2013» по версии сайта Consequence of Sound, в то время как Vibe включили микс Unknown Death 2002 в «10 самых недооцененных дебютных рэп-микстейпов 2013 года», охарактеризовав его как «естественное развитие свободно ассоциативных, часто бессмысленных рифм Lil’B с более острым чувством мелодии». В 2013 Yung Lean и Sad Boys гастролировали по Европе. Позже, в этом же году, журнал Acclaim Magazine пригласил Yung Lean’a в качестве гостя в свой проект Q&A «smalltalk» для небольшого интервью.
В 2014 году Yung Lean и Sad Boys приступили к туру «White Marble Tour», побывали в Северной Америке и 24 городах Европы.
В 2015 году Yung Lean и Sad Boys выступали на концерте в Москве и Санкт-Петербурге. Осенью состоялась премьера клипа «Hoover», в конце видеоряда которого был замечен тизер к альбому «Warlord».
В январе 2016 года Yung Lean выпустил совместный сингл с шведским рэпером Thaiboy Digital — «How U Like Me Now». Сам Юнатан заявил, что альбом выйдет в феврале 2016 года и будет выпущен в память Баррону Махату. 25 января в сеть были загружены старые недоделанные треки, которые выдали за новый альбом. 8 марта Yung Lean выпустил клип на трек «Miami Ultras». 22 марта Yung Lean выпускает клип на песню «Afghanistan». 13 ноября 2017 Yung Lean выпускает альбом Stranger.
2 ноября 2018 года Yung Lean выпустил микстейп Poison Ivy полностью спродюсированный Whitearmor, под поддержкой лейбла Year0001. В интервью колледжу Yung Lean подтвердил, что работа над новым альбомом уже ведётся. 7 ноября 2019 года выходит трек «Blue Plastic» и клип к нему. 26 февраля 2020 года выходит трек «Boylife in EU», а 27 февраля — клип на него. В связи с пандемией коронавирусной инфекции в мире Yung Lean сообщил, что его запланированный тур будет отменён, и вместо него он проведёт онлайн-концерт. Дата концерта была назначена на 2 апреля 2020 года и опубликована на сайте лейбла YEAR0001 31 марта. Концерт прошёл под названием «the back of the truck» и был размещён на канале Yung Lean в YouTube и канале лейбла YEAR0001 на Twitch. Сразу после концерта Yung Lean опубликовал у себя в Instagram тизер предстоящего альбома Starz. 14 апреля 2020 года на официальном YouTube аккаунте рэпера выходит клип «Violence + Pikachu». 29 апреля 2020 года выходит трек «Pikachu». 15 мая 2020 года вышел студийный альбом Starz. 13 марта 2024 года вышел совместный с Bladee студийный альбом Psykos.

## Дискография

### Студийные альбомы
- Unknown Memory (2014)
- Warlord (2016)
- Stranger (2017)
- Starz (2020)
- Psykos (2024) (совместно с Bladee)
- Jonatan (2025)

### Мини-альбомы
- Lavender (2013)
- Crash Bandicoot & Ghostface / Shyguy (2018)
- Total Eclipse (2019)
- Lazy Summer Day / Chinese Restaurant (2022)

### Микстейпы
- Unknown Death 2002 (2013)
- Frost God (2016)
- Poison Ivy (2018)
- Stardust (2022)[4]